# Head (альбом)
Head — шестой студийный альбом американской поп-рок-группы The Monkees, а также саундтрек к фильму «Голова», являющемуся спин-оффом и финалом сериала «The Monkees», выпускавшегося в 1966-1968 годах телеканалом NBC.
Альбом получил положительные отзывы критиков, однако коммерческого и чартового успеха он не достиг: после пяти своих предшественников, получавших как минимум одну платиновую сертификацию в США, это был первый альбом, чьи продажи не превысили 500 тысяч экземпляров, необходимых даже для золотого статуса. PopMatters назвали Head «последним великим альбомом The Monkees».

## Список композиций
| №  | Название           | Длительность |
| -- | ------------------ | ------------ |
| 1. | «Opening Ceremony» | 1:19         |
| 2. | «Porpoise Song»    | 2:56         |
| 3. | «Ditty Diego»      | 1:27         |
| 4. | «Circle Sky»       | 2:32         |
| 5. | «Supplicio»        | 0:49         |
| 6. | «Can You Dig It?»  | 3:19         |
| 7. | «Gravy»            | 0:05         |

| №   | Название                                           | Длительность |
| --- | -------------------------------------------------- | ------------ |
| 8.  | «Superstitious»                                    | 0:06         |
| 9.  | «As We Go Along»                                   | 3:53         |
| 10. | «Daddy's Song»                                     | 2:29         |
| 12. | «Poll»                                             | 1:12         |
| 13. | «Long Title: Do I Have to Do This All Over Again?» | 2:37         |
| 14. | «Swami – Plus Strings, Etc.»                       | 5:18         |

## Позиции в чартах
| Страна | Организация      | Позиция |
| ------ | ---------------- | ------- |
| США    | Billboard        | 3       |
| Канада | Canadian Hot 100 | 24      |
| Япония | Oricon           | 53      |